# Ardem Patapoutian
Ardem Patapoutian (em armênio/arménio:  Արտեմ Փաթափութեան, Beirute, 1967) é um biólogo molecular e neurocientista libanês-americano de ascendência arménia.

## Pesquisa e carreira
Estudou Química na Universidade Americana de Beirute com uma bolsa da Fundação Calouste Gulbenkian.
Patapoutian pesquisa a transdução de sinal de sensores. Ele fez contribuições significativas para a identificação de novos canais iônicos e receptores que são ativados por temperatura, forças mecânicas ou aumento do volume celular. Patapoutian e colaboradores conseguiram mostrar que esses canais iônicos desempenham um papel destacado na sensação de temperatura, na sensação do tato, na propriocepção, na sensação de dor e na regulação do tônus vascular. Trabalhos mais recentes usam técnicas de genômica funcional para identificar e caracterizar canais iônicos mecanossensíveis (mecanotransdução).

## Prêmios e homenagens
Recebeu o Prêmio W. Alden Spencer de 2017 e o Prêmio Rosenstiel de 2019. Em 2020 foi distinguido, juntamente com David Julius, com o Prêmio Kavli e com o Prêmios Fundação BBVA Fronteiras do Conhecimento.
Em 2021 foi distinguido com o Prémio Nobel de Fisiologia ou Medicina juntamente com David Julius pela sua investigação sobre o sistema somatossensorial, nomeadamente os recetores de temperatura e tato.

## Conceitos
- As proteínas LRRC8 formam canais de ânions regulados por volume que detectam a força iônica.[5]
- Piezo2 é o principal transdutor de forças mecânicas para a sensação de toque em ratos.[6]
- SWELL1, uma proteína da membrana plasmática, é um componente essencial do canal aniônico regulado por volume.
- Piezo2 é necessário para a mecanotransdução da célula de Merkel.
- Piezos são subunidades formadoras de poros de canais ativados mecanicamente.
- O papel de Drosophila Piezo na nocicepção mecânica.
- Piezo1 e Piezo2 são componentes essenciais de canais catiônicos ativados mecanicamente distintos.

## Publicações selecionadas

### PIEZO1 + PIEZO2
- Coste, B.; Mathur, J.; Schmidt, M.; Earley, T. J.; Ranade, S.; Petrus, M. J.; Dubin, A. E.; Patapoutian, A. (2 de setembro de 2010). «Piezo1 and Piezo2 Are Essential Components of Distinct Mechanically Activated Cation Channels». American Association for the Advancement of Science (AAAS). Science. 330 (6000): 55–60. Bibcode:2010Sci...330...55C. ISSN 0036-8075. PMC 3062430. PMID 20813920. doi:10.1126/science.1193270
- Coste, Bertrand; Xiao, Bailong; Santos, Jose S.; Syeda, Ruhma; Grandl, Jörg; Spencer, Kathryn S.; Kim, Sung Eun; Schmidt, Manuela; Mathur, Jayanti; Dubin, Adrienne E.; Montal, Mauricio; Patapoutian, Ardem (19 de fevereiro de 2012). «Piezo proteins are pore-forming subunits of mechanically activated channels». Springer Science and Business Media LLC. Nature. 483 (7388): 176–181. Bibcode:2012Natur.483..176C. ISSN 0028-0836. PMC 3297710. PMID 22343900. doi:10.1038/nature10812

- Kim, Sung Eun; Coste, Bertrand; Chadha, Abhishek; Cook, Boaz; Patapoutian, Ardem (19 de fevereiro de 2012). «The role of Drosophila Piezo in mechanical nociception». Springer Science and Business Media LLC. Nature. 483 (7388): 209–212. Bibcode:2012Natur.483..209K. ISSN 0028-0836. PMC 3297676. PMID 22343891. doi:10.1038/nature10801

### PIEZO2
- Ranade, Sanjeev S.; Woo, Seung-Hyun; Dubin, Adrienne E.; Moshourab, Rabih A.; Wetzel, Christiane; Petrus, Matt; Mathur, Jayanti; Bégay, Valérie; Coste, Bertrand; Mainquist, James; Wilson, A. J. (dezembro de 2014). «Piezo2 is the major transducer of mechanical forces for touch sensation in mice». Nature (em inglês). 516 (7529): 121–125. Bibcode:2014Natur.516..121R. ISSN 1476-4687. PMC 4380172. PMID 25471886. doi:10.1038/nature13980
- Woo, Seung-Hyun; Ranade, Sanjeev; Weyer, Andy D.; Dubin, Adrienne E.; Baba, Yoshichika; Qiu, Zhaozhu; Petrus, Matt; Miyamoto, Takashi; Reddy, Kritika; Lumpkin, Ellen A.; Stucky, Cheryl L.; Patapoutian, Ardem (6 de abril de 2014). «Piezo2 is required for Merkel-cell mechanotransduction». Springer Science and Business Media LLC. Nature. 509 (7502): 622–626. Bibcode:2014Natur.509..622W. ISSN 0028-0836. PMC 4039622. PMID 24717433. doi:10.1038/nature13251